# Al Plan di Mareo
Al Plan di Mareo (Duits: Sankt Vigil in Enneberg, Italiaans: San Vigilio di Marebbe) is een dorpje in de gemeente Mareo in de provincie Bozen-Zuid-Tirol (Italië). Het is gelegen op 1201 meter hoogte in de Valle di Mareo dat naast de Val Badia ligt. Er wordt hoofdzakelijk Ladinisch gesproken (93% van de bevolking).
In het dorpje bevindt zich het informatiecentrum Naturparkhaus Fanes-Sennes-Prags van het Naturpark Fanes-Sennes-Prags waarvan het dorp deel uitmaakt.

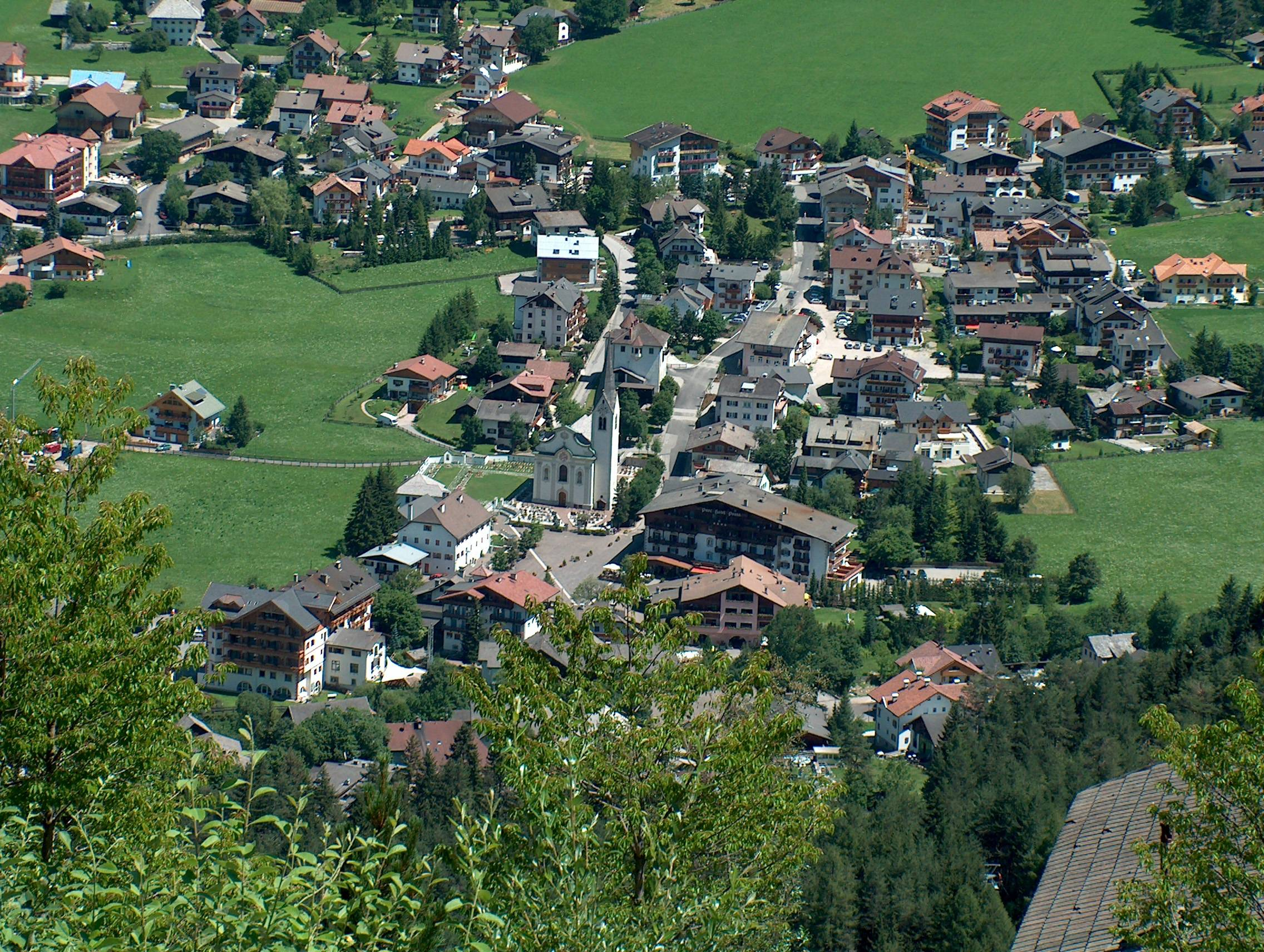
Al Plan di Mareo
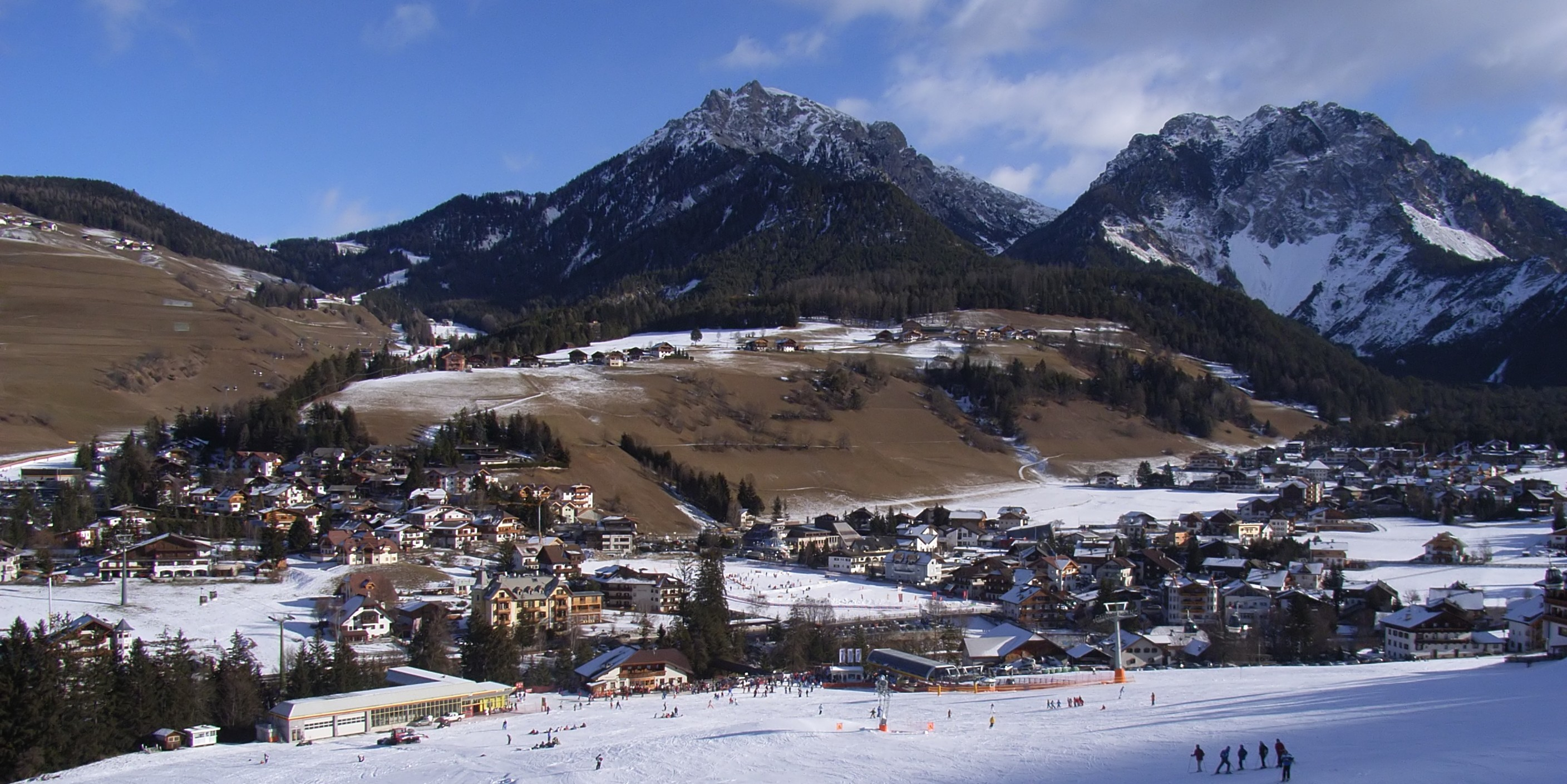
Al Plan di Mareo vanaf de piste Erta